# 5 Kresowy Batalion Saperów (PSZ)
5 Kresowy Batalion Saperów (5 bsap) – pododdział saperów Polskich Sił Zbrojnych.
Batalion walczył w kampanii włoskiej 1944-1945 między innymi w bitwie o Monte Cassino, Ankonę i Bolonię. W 1946 przetransportowany został do Wielkiej Brytanii i tam w następnym roku rozformowany.
Z dniem 1 września 1994 stacjonujący w garnizonie Krosno Odrzańskie 5 Batalion Saperów przyjął dziedzictwo tradycji 5 Kresowego Batalionu Saperów oraz otrzymał nazwę wyróżniającą „Kresowy”.

## Formowanie i zmiany organizacyjne
We wrześniu i październiku 1941 w ZSRR, w składzie 5 Wileńskiej Dywizji Piechoty sformowany został 5 Batalion Saperów. Batalion zgodnie z wytycznymi dowódcy Armii Polskiej w ZSRR z 6 września 1941, organizowany był w oparciu o sowiecki etat batalionu saperów dywizji strzelców. Etat przewidywał 23 oficerów i 388 szeregowców w dowództwie batalionu i trzech kompaniach saperów.
1 stycznia 1942 roku następuje reorganizacja baonu. Zostają dwie kompanie. 1- por. A. Kłeczyński, 2 – por. S. Sowiński. Powstaje kompania saperów kolejowych – por. W. Kulikowskiego, dowódcami plutonów są: ppor. M. Król, ppor. J. Chyczewski, ppor. K. Downarowicz, ppor. M. Rutkowski.
Kompanię Parkową obejmuje por. Placyd Chomicki, oraz oficerowie ppor. L. Hołyński i sierż. J. Szugiel, a por. K. Podoliński zostaje kwatermistrzem batalionu.
W trakcie II ewakuacji w okresie od 7 do 13 sierpnia 1942 batalion razem z innymi oddziałami 5 DP ewakuowany został do bazy ewakuacyjnej w Krasnowodzku, skąd 12 i 13 sierpnia drogą morską przybyły do Pahlevi w Iranie. Następnie żołnierze przeszli kwarantannę na plażach oraz oddzielono chorych. W okresie 16–24 sierpnia transportem kołowym batalion został przewieziony do obozu 5 Wileńskiej Dywizji Piechoty w Khanaqin. Do połowy września żołnierze urządzali obóz budowali obiekty obozu, w tym szpitale, kuchnie i sanitariaty. Wielu żołnierzy chorowało zapełniając szpitale, pozostali mimo ciężkich warunków klimatycznych w polepszonych warunkach bytowych odzyskiwali siły. W dniu 14 października do batalionu przybyli instruktorzy i grupa oficerów z jednostek 1 Korpusu Polskiego z Wielkiej Brytanii. 19 października saperzy otrzymali pierwsze pojazdy, sprzęt saperski i buldożery. W tym samym czasie z batalionu zgłosiła się grupa żołnierzy do służby w jednostkach lotniczych PSP w Wielkiej Brytanii. Od listopada 1942 roku 5 batalion funkcjonował w składzie trzech liniowych kompanii saperów i kompanii parkowej. Od 1 listopada 1942 roku do 15 marca 1943 roku 3 kompania saperów wraz z wydzielonymi jednostkami roboczymi budowała Polski Szpital Wojenny nr 2. Po zakończeniu prac 3 kompania została rozwiązana, dowódcy przeniesieni do innych jednostek, a pozostali oficerowie i saperzy uzupełnili etaty pozostałych kompanii 5 batalionu saperów. Z uwagi na reorganizację dywizji i utworzenie w oparciu o dowództwo i pododdziały 5 batalionu nowego 5 Kresowego Batalionu Saperów, z dniem 11 marca 1943 roku jednostka weszła w skład 5 Kresowej Dywizji Piechoty. Kompanie 1 i 2 saperów zostały przemianowane na 4 i 5 kompanie saperów, z rozwiązanej 6 Lwowskiej Dywizji Piechoty do batalionu została włączona 6 kompania saperów, kompania parkowa pozostała w dotychczasowym składzie. Jednocześnie od początku pobytu w Iraku oficerów i podoficerów batalionu kierowano na kursy i szkolenia do brytyjskich ośrodków wyszkolenia saperów w Ismailla w Egipcie, kursy maskowania w Egipcie i Palestynie. W polskim Centrum Wyszkolenia Saperów w Quizil Ribat i Habbaniya kursy odbywały całe kompanie oraz na kursach szturmowych w Centrum Wyszkolenia Piechoty. W maju i czerwcu 1943 roku batalion otrzymał niemal pełne wyposażenie i należne uzbrojenie. Prowadził ochronę i zabezpieczenie saperskie dróg, rafinerii oraz rurociągów. W ramach ćwiczeń rozpoznawano rzeki, przełęcze pod kątem inżynieryjnym na wypadek działań bojowych. Szkolono się w budowie mostów i przepraw. Dodatkowo w batalionie szkolono plutony pionierów; 4 kompania – 5 Wileńskiej Brygady Piechoty, 6 kompania – 6 Lwowskiej Brygady Piechoty, a 5 kompania plutony szturmowe 15 Pułku Ułanów Poznańskich. W sierpniu 1943 r. w Mosulu nad rzeką Little-Zab saperzy z 5 KDP i 3 Dywizji Strzelców Karpackich zostali zgrupowani odbywając kilku dobowe ćwiczenia-zawody z zakresu rozbrajania pól minowych i budowy mostów. W sierpniu 5 Kresowy Batalion Saperów został przemieszczony do Palestyny w pobliżu Gazy. 5 kompania saperów wraz z 5 WBP w listopadzie wyjechała do Libanu w okolice miejscowości Tripoli celem odbycia ćwiczeń wysokogórskich. W tym samym czasie 6 kompania doskonaliła ćwiczenia w budowie przepraw na rzece Eufrat w Habbaniya, w trakcie ćwiczeń utonął saper. 26 grudnia 1943 roku 4 i 6 kompanie saperów wraz z 6 Lwowską Brygadą Piechoty przybyły do Libanu na szkolenie wysokogórskie, w ich trakcie podczas szkolenia jeden z saperów zginął, a kilku odniosło rany. Natomiast 5 kompania saperów została przetransportowana z Libanu do brytyjskiego Centrum Wyszkolenia Saperów w Ismaili w Egipcie, na dalsze szkolenie. W ostatnich dniach stycznia 1944 roku saperzy kresowi byli kierowani do obozu tranzytowego w Quassasin w Egipcie, na miejscu uzupełniono broń, sprzęt, pojazdy do pełnego etatu, dokonano ostatnich przesunięć ludzi do poszczególnych pododdziałów. 18 lutego 1944 r. 5 Kresowy batalion saperów dyslokowano do obozu tranzytowego Amiriya pod Aleksandrią. Pomiędzy 13 a 25 lutego saperzy zostali załadowani na statki wraz z innymi oddziałami 5 KDP i przewiezieni do Taranto we Włoszech. Ostatnie grupy batalionu przybyły do Włoch 5 marca 1944 roku.

## Działania bojowe

### Obrona nad rzeką Sangro
5 Kresowy Batalion Saperów został ześrodkowany w pobliżu miejscowości Santa Teresa ok. 12 km od portu wyładunku. Oczekiwał na sprzęt ciężki i przechodził aklimatyzację. Od 20 marca batalion rozpoczął współdziałanie z jednostkami 5 KDP przejmującymi odcinek frontu nad rzeką Sangro. 4 kompania działała na rzecz 13 Wileńskiego Batalionu Strzelców zakładając obronne pola minowe, pułapki na przedpolu obrony, a także budując schrony dla ckm i artylerii i punkt medyczny, 5 kompania częścią sił wykonywała podobne działania oraz uczestniczyła w patrolach na korzyść 15 Wileńskiego Batalionu Strzelców. Pozostała część kompanii dozorowała i naprawiała będącą pod ostrzałem wrogiej artylerii drogę Manilla-Ceresuella. 6 kompania wykonywała podobne czynności na korzyść 6 LBP. Działania frontowe kresowych saperów trwały do 14 kwietnia 1944 r. Po zluzowaniu przez jednostki kanadyjskie batalion przeszedł w rejon Aquafondata.

### Bitwa o Monte Cassino

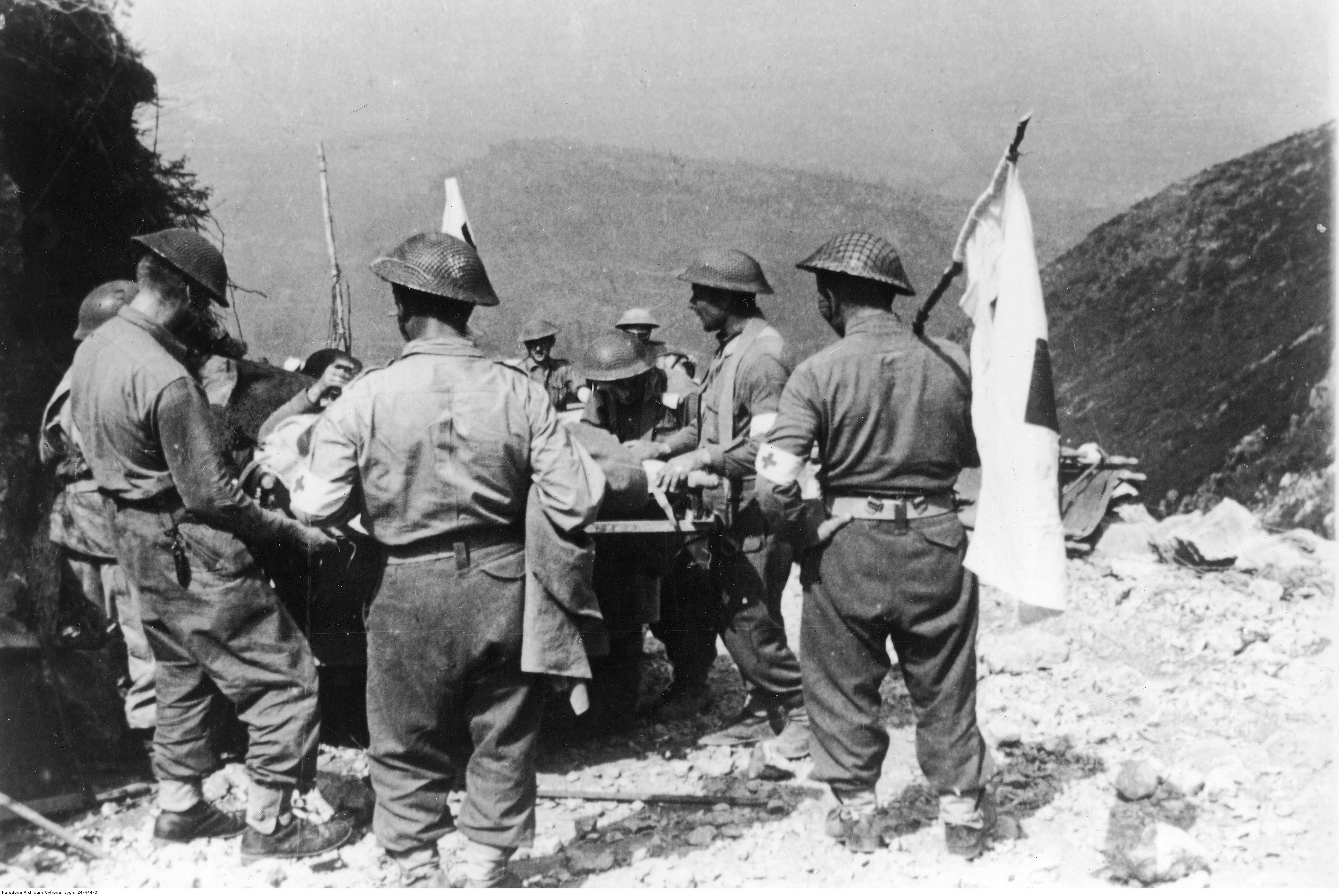
Bitwa o Monte Cassino – ewakuacja rannych „Drogą Polskich Saperów”

Już od 9 kwietnia 1944 roku 3 pluton 4 kompanii utrzymywał w przydatności do ruchu i poszerzał drogi zaopatrzenia Aquafondata, Viticuso, Inferno Trak, Portello i Michele Rd. 2 pluton 4 kompanii podjął te same działania na odcinku Portello – Michele Rd. w okresie 18 kwietnia -10 maja. Patrole saperskie kompanii oczyszczały z min dolinę rzeki Rapido. Patrole 4 kompanii dostarczały zaopatrzenie i amunicję walczącym pododdziałom piechoty. 1 pluton oczyszczał z min rejon obrony 14 Wileńskiego Batalionu Strzelców „Żbików”, pomagał budować stanowiska broni maszynowej i schrony oraz zakładał obronne pola minowe. 5 kompania dwoma plutonami utrzymywała w przejezdności drogi zaopatrzenia w rejonie rzeki Rapido, dwa mosty na tej rzece i most „25 Łuków”, organizowała dowóz wody i utrzymywała 3 punkty pozyskiwania wody. Ponadto wyznaczone patrole z kompanii wytyczały i oznaczały taśmami ścieżki domarszu na stanowiska wyjściowe batalionów piechoty z 5 WBP i 6 LBP. Ze składu kompanii wyznaczono patrole regulacji ruchu. 6 kompania pod koniec marca przygotowała teren na obóz jeniecki w miejscowości Chiaro. Następnie częścią sił przygotowała miejsca na składy zaopatrzenia I linii. Od 20 kwietnia kompania wzmocniona pierwszymi plutonami 4 i 5 kompanii budowała ścieżkę dla mułów, następnie ją rozbudowywała budując mijanki, schrony amunicyjne, obserwacyjne, opatrunkowe, łączności. Droga ta została nazwana „Drogą Polskich Saperów”. 6 Kompania też częścią sił budowała schrony dowódcy natarcia 5 WBP, dowódcy Artylerii Dywizyjnej oraz pomagała w budowaniu działobitni, schronów amunicyjnych dla moździerzy i pułków artylerii. Ponadto każda kompania saperów wyznaczyła i przeszkoliła dla I rzutowych batalionów piechoty plutony saperów ścieżkowo-szturmowych i sapersko-pionierskich: 4 kompania: plutony w sile 4 podoficerów, 24 saperów i 24 pionierów z 13 wbs „Rysie” pod dowództwem ppor. A. Rymaszewskiego. 5 kompania plutony w sile 4 podoficerów, 24 saperów i 24 pionierów z 15 wbs „Wilki” pod dowództwem ppor. J. Gradosielskiego. 6 kompania 8 saperów i 12 pionierów z 18 Lwowskiego Batalionu Strzelców pod dowództwem por. E. Gzula z 18 lbs. Każdy pluton wyposażony był; w miotacze ognia, rury Bengalore, ładunki tyczkowe, ładunki skupione, lont wybuchowy, taśmy, kotwiczki, szpilki itp. Poszczególne plutony podzielone na patrole prowadziły natarcie na czele batalionów, miały za zadanie: rozminowywać, wytyczać, oznaczać ścieżki, wysadzać przeszkody, grupy min i zasieki z drutu kolczastego, likwidować ładunkami wydłużonymi i skupionymi oraz miotaczami ognia schrony i stanowiska broni maszynowej. W dniu 11 maja o godz. 23 plutony szturmowe ścieżkowo-saperskie zajęły stanowiska wyjściowe do natarcia w pobliżu pozycji obronnych 14 wbs „Żbików”. Po północy 12 maja po zajęciu podstaw wyjściowych dostały się pod silny ogień artylerii niemieckiej. Obydwa plutony przemieszczały się na czele 13 i 15 batalionów dotarły w walce do wzg. „Widmo”. Na którym dalsze natarcie czołowych batalionów zostało zatrzymane, w wyniku twardej obrony wroga, ostrzału artylerii, broni maszynowej i kontrataków niemieckich. Straty poniesione przez plutony szturmowe z 4 i 5 kompanii saperów to 9 poległych i 30 rannych. 13 maja 1944 roku po niepowodzeniu I natarcia w batalionie saperów kresowych rozpoczęto przygotowania do II natarcia. W tym celu sformowano ponownie dwa plutony szturmowe saperów-ścieżkowych, dla 16 Lwowskiego Batalionu Strzelców pod dowództwem ppor. A. Rymaszewskiego i dla 17 Lwowskiego Batalionu Strzelców por. E. Gzula. Wyposażone zostały podobnie jak plutony z pierwszego natarcia oraz zostały podzielone na patrole. 17 i 18 maja w II natarciu plutony szturmowe zostały przydzielone patrolami do nacierających kompanii obu batalionów i uczestniczyły w oczyszczaniu wzg. „Widmo”, walce na stokach wzg. San Angelo, wzg. 575. W trakcie walki poniosły straty w postaci 2 poległych i 18 rannych. Jednocześnie 17 maja decyzją dowództwa 5 KDP z 4 i 6 kompanii utworzono półbatalion saperów w gotowości do działania jako piechota. Półbatalion stanowił odwód dowódcy natarcia. Wieczorem z uwagi na ogólną sytuację saperzy powrócili do swoich poprzednich zadań. 18 maja na drogach dojazdowych z wyłączeniem „Drogi Polskich Saperów” kompanie 4 i 6 zostają zluzowane przez 301 etapową kompanię saperów korpusu. 19 maja 4 kompania wystawia patrole ścieżkowo-szturmowe do dyspozycji pułków ułanów podporządkowanej dowództwu 6 LBP. 6 kompania rozminowywała i wytyczała ścieżki do S. Lucia i Corno. Pozostali saperzy z 4 i 6 kompanii rozminowywali i naprawiali „Drogą Polskich Saperów” w wyniku niemieckiego ostrzału artyleryjskiego trafiona została nisza ze zgromadzoną amunicją moździerzową, powodując jej eksplozję. Śmierć poniosło 18 żołnierzy. Odpowiedzialność za drogi z dniem 22 maja objęła grupa brytyjskich saperów. 4 kompania saperów współdziałała w rozminowaniu, wytyczaniu ścieżek oraz torowaniu drogi 15 Pułkowi Ułanów Poznańskich i Pułku Ułanów Karpackich na wzg. Passo Corno i Cairo oraz rozminowała stanowiska moździerzy na wzg. „Widmo”. Do 30 maja poszczególne kompanie rozminowują pola minowe i pułapki minowe w Piedimonte, Cassino, Vuticusco. Dodatkowo do zgromadzenia materiałów, transportu i budowy pomnika-krzyża 5 Kresowej Dywizji Piechoty na wzg. 575 wyznaczono grupę saperów z 4, 5 i parkowej kompanii. Pomiędzy 30 maja a 2 czerwca batalion zgrupował się w miejscowości Ricce na wypoczynku
Po zakończeniu bitwy o Monte Cassino w 1944 roku, 5 batalion saperów przestał istnieć jako samodzielny jednolity pododdział, a od teraz kompanie batalionu działały samodzielnie. Cytowana informacja o rozwiązaniu w czerwcu 1944 roku 5 batalionu saperów jest błędna i nieprawdziwa. Ponieważ zgodnie z Rozkazem Dowódcy 2 KP l.dz.3334/204/AG/, tj. z dnia 1.12.1944 roku przemianowanie dowództwa batalionu na dowództwo saperów dywizji nastąpiło po dacie 1 grudnia 1944 r. (Rozkaz powyższy przytoczony jest w pracy M. Młotka „Trzecia Dywizja Strzelców Karpackich 1942-1947” tom 1 str. 664 wyd. Londyn 1978).

### Bitwa o Ankonę
20 czerwca 1944 roku 5 kompania saperów współdziałając z 6 LBP zbudowała przeprawę przez bród na rzece Vomano. 22 i 23 czerwca 2 i 3 plutony 5 kompanii rozminowały, wykonały dojazdy i oznaczyły dwa brody w okolicach miejscowości Pinetto, w trakcie tych prac na skutek nieostrożności zdetonowano dwie miny przeciwpiechotne. W wyniku tego zginęło 2 saperów, rannych zostało 9 w tym obaj dowódcy plutonów. Nazajutrz zginął w wypadku komunikacyjnym 1 saper. 6 kompania saperów od 22 czerwca współdziałała z 15 PUPozn. pozorującym natarcie na swoim odcinku. Od 1 lipca 1944 roku 4 kompania współdziałała z 5 WBP. Tego dnia rozbrajając pola minowe w Monte Fano i Bagio rannych zostało 3 saperów. 6 lipca w trakcie przygotowania brodu na rzece Potenza ranny od ognia moździerzy został jeden saper. 9 lipca saperzy 3 plutonu 4 kompanii udzielali pomocy w ewakuacji rannych z 15 wbs w trakcie czego od ognia artylerii wroga jeden saper został ranny. Na odcinku obrony tego batalionu założono nocą 8/9 lipca obronne pole minowe, na którym zatrzymało się natarcie wroga. 9/10 lipca patrole 4 kompanii rozbudowały pole minowe przed pozycjami 14 wbs, w trakcie tego od ostrzału moździerzy poległ 1 saper, 1 został ranny. 11 lipca 5 kompania w trakcie rozbrajania z min i niewybuchów brodów na rzekach Potenza i Musone została ostrzelana przez niemiecką artylerię ciężką wynikiem tego ranny został 1 saper. 17 lipca 1944 r. 4 kompania uczestniczyła w natarciu dywizji kresowej w kierunku Osimo współdziałając 3 plutonem ze szwadronami 4 Pułku Pancernego. Jeden żołnierz poległ w Patermanio, natomiast czołowa drużyna saperów wzięła do niewoli część plutonu wroga i zdobyła przez zaskoczenie gotowy do wysadzenia most. 5 kompania torowała z min drogę natarcia 2 Brygady Pancernej rozminowując brody i wykonując dojazdy oraz objazdy. 18 lipca w Agugliano dowódca 2 plutonu wjechał na minę ppanc Carrierem, od jej wybuchu spośród pracujących saperów poległ 1, 4 zostało rannych, w tym jeden zmarł w szpitalu. Nazajutrz ten sam pluton pod innym dowództwem pracujący na brodzie przez rzekę Esimo został ostrzelany ogniem ckm, efektem czego było 2 poległych saperów i rany kilku następnych.

### Walki od Musone do Metauro
4 kompania pracowała na korzyść nacierającej 5 WBP i 12 Pułku Ułanów Podolskich rozbrajając brody Musone, Cesano i Metauro. 4 sierpnia 1944 r. w miejscowości Ostra-Vetera na rzece Misa podczas prac na brodzie zostali ciężko ranni na minie ppanc. dwaj żołnierze, w tym dowódca 3 plutonu. 5 sierpnia z 6 kompanii na polu minowym w Mazolani poległ 1 saper, ranni zostali dwaj inni. W miejscowości Casette na minach zostali ranni dwaj następni saperzy. Natomiast od 7 do 9 sierpnia podczas walk w rejonie Casa Ornadi rannych zostało 3 saperów. Z 4 kompanii na polu minowym za miejscowością Ostra poległ na polu minowym 1 saper, 1 został ranny. W nocy 9/10 sierpnia 3 pluton 4 kompanii współpracował z prowadzącym natarcie w kierunku Monterado 15 wbs i brytyjskim pancernym 7 Pułkiem Huzarów. Nieprzyjaciel tworzył zaminowane, z pułapkami barykady ze starych drzew, znajdujące się pod ogniem broni maszynowej, moździerzy i snajperów. W trakcie torowania nacierającym jednostkom drogi ciężkie rany odniósł jeden saper. Zaminowane drogi, mosty w tym rejonie oraz podejścia do brodu na rzece Cesano wymagały wsparcia przez następny 1 pluton saperów 4 kompanii. Po dojściu do rzeki Cesano za 4 kompanię, do I rzutu weszła 5 kompania. Prowadzący rozpoznanie przepraw na Cesano 3 pluton stracił rannych 4 saperów i transporter Half Truck. 17 sierpnia podczas przygotowania budowy mostu i dojazdów do niego od ostrzału artylerii wroga rany odniosło 3 saperów, 1 poległ. Od 18 sierpnia ponownie do I rzutu powróciła 4 kompania zamiast 5. Po zdobyciu przez 15 wbs Castelrechio, podczas rozminowania drogi poległ od strzału snajpera 1 saper. Od 21 sierpnia po zdobyciu silnie bronionego w San Giorgio di Pesaro, saperzy 4 kompanii i buldożery z kompanii parkowej usunęli gruzy i miny z ulic oraz zasypali leje udrażniając komunikację. Od 24 sierpnia ponownie do I rzutu wprowadzona została 5 kompania współdziałając 2 BPanc. 25 sierpnia 3 pluton rozminował i oznaczył bród na rzece Cesano, buldożery kompanii parkowej zniwelowały wały przeciwpowodziowe, wyniku nawały artyleryjskiej poległ 1 saper, kilku zostało rannych, a buldożer zniszczony. 5 Kresowy Batalion Saperów działał na dwóch osiach: 4 kompania współdziałała z 5 WBP, 5 kompania nadal z 2 BPanc. 3 pluton 4 kompanii rozminował bród na rzece Metauro umożliwiając przekroczenie przeszkody wodnej przez atakujący na czele 5 brygady 15 PUPozn. Podobnie wysunięty 3 pluton 5 kompanii rozminował bród na rzece Metauro, oznakował i wyłożył ciężką siatką stalową umożliwiając czołowym oddziałom 2 BPanc przeprawę.

### Linia Gotów
5 września 1944 r. kompanie czołowe 5 batalionu saperów dotarły w pobliże rzeki Arzilla. Z uwagi na zniszczenie mostów i wgląd nieprzyjaciela w zajęty przez dywizję kresową, niezbędne było rozminowanie i wyznaczenie przejść do forsowania rzeki. Saperzy ze względu na nieprzyjacielski ostrzał artylerii rejonów rozpoznanych brodów, wykonywali czynności pojedynczo i płaszczach maskujących. Rozminowali wąski pas terenu oznaczając go taśmami oraz przygotowali brody do przeprawy lekkich pojazdów pancernych typu Carriers oraz piechoty. 9 września 5 KDP została zluzowana przez 3 DSK. 5 Kresowy Batalion Saperów odszedł na wypoczynek i uzupełnienie strat osobowych oraz sprzętu do miejscowości Porto San Elpidio.

### Walki w Apeninach Emiliańskich
Z uwagi na trudne warunki topograficzne i klimatyczne saperzy 5 batalionu zmuszeni byli działać w wyjątkowo niesprzyjającym do prowadzenia działań zaczepnych uwarunkowaniach. Ruch do frontu i odwrotnie całej walczącej 5 KDP ze środkami wzmocnienia tj. czołgami i artylerią odbywał się praktycznie po jednej drodze górskiej, która była często wysadzona i zaminowana. Na terenie wokół drogi był w wąwozie o stromych zboczach sięgających 50 metrów głębokości do tego jeżeli już znajdowały się szersze odcinki wąwozu, to z reguły były zupełne bezdroża, błoto i śnieg. Już 17 października niemiecki patrol motocyklowy ostrzelał pracujących saperów przy budowie mostu oraz wysadził istniejący most 500 metrów przed pracującymi saperami. W wyniku czego rannych zostało 3 saperów. Tego też dnia 3 pluton 5 kompanii maszerując w pojazdach pancernych opanował po potyczce część miejscowości Santa Sofia, aż po rzekę Ridente. Nazajutrz oficer rozpoznania 5 kompanii i jeden z podchorążych rozpoznając bród na rzece dostali się do niewoli. Tego też dnia 4 kompania wybudowała ciężki most Bayle’a w Santa Sofia, w trakcie budowy została ostrzelana przez ciężką artylerię wroga, w wyniku czego poległ dowódca 4 kompanii, rany odniosło kilku saperów. 22 października pracujących saperów 5 kompanii na brodzie w miejscowości Galeata na rzece Ridente ostrzelała artyleria nieprzyjaciela raniąc 1 sapera. 23 października patrol saperów z 5 kompanii wspierał 13 wbs w zdobyciu Monte Grosso, po czym współdziałał z 16 lbs przez zaskoczenie w zdobyciu przyczółka na rzece Rabbi. Tego dnia ciężko ranny został dowódca 3 plutonu 6 kompanii, który współdziałał z 15 PUPozn., który jechał w pojeździe z poległym dowódcą ułanów. 29 października 5 kompania na rzece Ridente w miejscowości San Sawino, podczas przygotowania przyczółku do budowy mostu ciężkiego Bayle’a uzyskano od ludności informację, że w miejscu budowy założona jest bomba 250 kg lotnicza z pułapką naciskowo-zrywową. Wezwano 10 pluton rozbrajania bomb korpusu, który usunął zapalniki i pułapkę. Bomba pozostała na miejscu. Po wybudowaniu most został ostrzelany przez artylerię wroga, w wyniku czego poległo 6 saperów i kilku zostało rannych z obsługującego 3 plutonu. 4 kompania pracowała na rzecz 5 WBP, po zdobyciu Predapio Nuovo saperzy 17 listopada rozminowywali objazd drogi do Faenzy, w wyniku ostrzału moździerzy niemieckich poległ jeden saper. W tym czasie 4 kompania zbudowała dwa mosty Bayle’a na rzece Rio i ciężki na drodze Predapio-Fumana. 11 listopada 5 kompania postawiła most w miejscowości Testa, a 13 listopada most pontonowy na rzece Montone w miejscowości Pieve Salutare. 16 listopada 6 kompania rozbrajała pola minowe z minami pułapkami poniosła straty 1 ciężko rannego i kilku lżej rannych. 21 listopada linię frontu przejęła 3 DSK, 5 batalion saperów został zakwaterowany w Predapio-Premilcuore. Z uwagi na straty wśród ludności cywilnej od licznych min, saperzy prowadzili prace przy rozbrojeniu licznych pól minowych i pułapek minowych oraz pracowali przy naprawie dróg i dozorowali przy wybudowanych mostach na zapleczu frontu.

### Bitwa o Faenze
Po zejściu 5 Kresowego Batalionu Saperów z linii frontu na zaplecze, oprócz opisanych zadań inżynieryjno-saperskich prowadzono szkolenie uzupełnień, a także szkolenie w formowanych nowych jednostkach. Podczas przygotowania eksponatów do szkolenia 23 listopada zginął oficer 5 kompanii saperów. 4 grudnia 1944 r. podczas rozbrajania pola minowego poległ 1 saper, 2 zostało rannych. W okresie pierwszej połowy grudnia nastąpiły zmiany kadrowe związane z odejściem kilku żołnierzy batalionu, a ponadto nastąpiła reorganizacja saperów dywizji. Rozkazem Dowódcy 2 KP l.dz.3334/204/AG/, tj. z dnia 1.12.1944 roku rozwiązane zostało dowództwo 5 Kresowego Batalionu Saperów, w jego miejsce powstało Dowództwo Oddziałów Saperów 5 KDP. W ślad za macierzystą dywizją saperzy zostali dyslokowani na bezpośrednie zaplecze frontu do miejscowości Brisighella. Kompanie 4 i 5 nocami ze względu na wgląd w teren nieprzyjaciela z dominujących wzgórz na północy, naprawiały jedyną drogę do linii frontu. Droga znajdowała się pod ciągłym ostrzałem i była zniszczona i nieprzejezdna. Naprawy odbywały się jedynie nocą z zachowaniem ciszy i bez świateł. Obie kompanie eksploatowały dwa kamieniołomy, w których pracowały obsługi maszyn z kompanii parkowej saperów (obsługi młotów pneumatycznych, kompresorów, koparek) oraz brytyjskie samochody wywrotki. Na drogę oprócz uzupełnianego tłuczenia, częściowo w workach rozłożono stalową siatkę Sommerfielda. Podczas tych prac poległo dwóch saperów od ostrzału artylerii. Z uwagi na warunki klimatyczne tj. mrozy lub odwilże budowana i remontowana droga wymagała większego lub mniejszego nakładu pracy. Saperzy odpowiadali też za ewakuację ugrzęźniętych i uszkodzonych pojazdów na drodze. 6 kompania saperów w tym czasie pomagała w budowie, maskowaniu stanowisk dla artylerii dywizyjnej i piechoty oraz budowała i maskowała miejsca na składy zaopatrzenia. Na sąsiednim odcinku jednostek włoskich nastąpiło natarcie niemieckie, które odrzuciło oddziały włoskie z wcześniej opanowanego terenu. 5 Dywizja Kresowa została oskrzydlona, z uwagi na to pojedyncze plutony z 4, 5 i 6 kompanii wykorzystano do postawienia obronnych pól minowych przed frontem własnej piechoty, a następnie w charakterze jednostek piechoty wykorzystano je jako odwody. W okresie 24–26 grudnia 1944 roku z uwagi na zniszczenie przez artylerię nieprzyjaciela mostu kamiennego, 5 kompania rozpoczęła budowę mostu Bayle’a. 4 kompania powróciła do dalszej naprawy drogi do frontu. 30 grudnia 1944 roku zadania kresowych saperów, przejął 10 batalion saperów korpusu.

### Obrona nad rzeką Senio
6 kompania saperów od 27 grudnia 1944 r. rozpoznawała rzekę Senio wytyczając miejsca ewentualnej budowy przepraw mostowych, zbudowała punkt obserwacyjny dowódcy dywizji. 4 kompania rozpoznawała drogi dojazdowe do rzeki Senio, następnie od 2 stycznia 1945 roku rozminowała stanowiska zajmowane przez czołgi i artylerię samobieżną oraz niwelowała teren buldożerem. W pobliżu rzeki przegrupowano pluton mostowy z mostem pływającym, kompania parkowa dowiozła 1200 min oraz podjęła szkolenie obsług miotaczy ognia dla 6 LBP. 16 stycznia 4 i 5 kompanie wydzielonymi plutonami naprawiały dwa wcześniej zbudowane mosty, które zostały uszkodzone przez ostrzał artylerii lub uszkodzone panującą powodzią. 6 kompania naprawiała i budowała drogę na wzg. Rinaldo, gdzie był budowany punkt obserwacyjny dowódcy dywizji. 23 stycznia podczas prac na drodze zostali ostrzelani przez moździerze pracujący saperzy w efekcie 1 saper zginął, a 3 zostało rannych. 29 stycznia podczas ostrzału wrogiej artylerii poległ saper. 10 lutego 5 KDP została zluzowana wraz z saperami dywizji, którzy zostali dyslokowani do rejonu Galeata-Strada San Zeno. W okresie od 15 lutego do 3 marca kresowi saperzy przebywali na przeszkoleniu w zakresie budowy mostów w brytyjskim Centrum Wyszkolenia Wodnego w Lido di Roma nad Tybrem. Po powrocie ze szkolenia saperzy kwaterowali w Faenzy, prowadząc prace mające na celu rozminowanie terenu, usuwanie gruzu z ulic, wzmacnianie mostów, naprawy dróg oraz zakładali miny z potykaczami sygnalizacyjnymi na przedpolu obrony dywizji. W trakcie tych prac zginął jeden saper, dwóch zostało ciężko rannych. 17 marca żołnierze 4 i 5 kompanii rozminowali stanowiska i wycinali drzewa dla 4 i 5 pułków artylerii lekkiej i brytyjskiej artylerii ciężkiej.

### Bitwa o Bolonię
6 kompania współdziałała z 4 Wołyńską Brygadą Piechoty, która działała w ramach Grupy „Rud”. 9 kwietnia 1945 roku poszczególne plutony kompanii wspomagały wołyńskich strzelców. Tego dnia pod Casa Baldasari ranny został 1 saper, 14 kwietnia w Bagarino rany odniósł również saper. 15 kwietnia saperzy 6 kompanii brali udział w walkach o Mordano. Pozostałe kompanie saperów pozostały początkowo w odwodzie. Włączyły się do walki o sforsowanie rzeki Silaro. Za wałem przeciwpowodziowym zmontowano pod siatkami 2 mosty Bayle’a, po wysadzeniu wału w nocy 15/16 kwietnia wysunięto mosty przy pomocy czołgów na rzekę i po zakotwiczeniu uzyskano przeprawy mostowe. Po nich przeprawiły się dwa bataliony 5 WBP. 17 kwietnia 4 kompania zbudowała dwa mosty na kanale Loghetto w odległości ok. 400 m od pozycji niemieckich, w godzinach nocnych, rozkopując przy tym ręcznie wały przeciwpowodziowe, ze stratą 1 rannego sapera, po których przeprawiła się piechota i szwadron ułanów karpackich. 19 sierpnia 4 kompania w dalszym ciągu wspierała pancerniaków i bataliony wileńskich strzelców w forsowaniu kolejnych przeszkód wodnych, kanał Gaiana został zasypany faszyną przenoszoną na czołgach, po których przy pomocy saperów przeprawiono czołgi i piechotę. 5 kompania saperów współdziałała z grupą bojową w składzie 4 Pułk Pancerny, 13 wbs „Rysiów” i 2 batalionem komandosów. Patrol rozpoznania saperskiego z 2 plutonu wziął do niewoli patrol saperów niemieckich przygotowanych do wysadzenia mostu w Zambonini przy młynie na rzece Gaiana. Po nim na drugi brzeg przejechał 3 szwadron 4 pułku. Drugi most w Chesinio z zaskoczenia zajął 3 pluton umożliwiając przeprawę czołgów. 5 kompania do 20 kwietnia poniosła w trakcie walk straty 4 rannych od strzałów snajperów i odłamków artylerii. 23 kwietnia ranny na polu minowym został kolejny saper. Nacierająca wspólnie z Grupą „Rud” 6 kompania była podporządkowana dowództwu saperów 3 DSK, jeden saper poległ 17 w okolicach Castel S. Pietro. Dowódca 4 kompanii przydzielił 3 pluton do 15 wbs „Wilków”, który zdobył Fiesso, saperzy przystąpili do wytyczenia brodu i wzmocnienia go siatką stalową, jednocześnie z uwagi na liczne pola minowe przystąpili do ich rozbrajania. 3 pluton 5 kompanii współdziałał z Pułkiem Ułanów Karpackich, wspólnie sforsowali rzekę Idice. Najdalej wysuniętym pododdziałem saperów był 3 pluton 4 kompanii, który stanowiąc część oddziału pościgowego uchwycił most na rzece Reno w Molinela-Corticela, odcinając odwrót uchodzącym jednostkom niemieckim, wzięto licznych jeńców. Pozostałe jednostki saperów dywizyjnych skoncentrowano 22–23 kwietnia 1945 roku w rejonie Medinie. Były to ostatnie działania wojenne kresowych saperów. Dnia 2 maja 1945 nastąpiła kapitulacja niemieckich wojsk we Włoszech.
Saperzy 5 Kresowej Dywizji Piechoty w trakcie szkolenia i działań bojowych ponieśli krwawe straty; 4 kompania saperów – 29 poległych i 45 rannych, 5 kompania saperów – 21 poległych i 47 rannych, 6 kompania saperów – 14 poległych i zmarłych, rannych nie ustalono. Krzyżami VM kl V odznaczono 20 żołnierzy.

### Saperzy Kresowi po wojnie

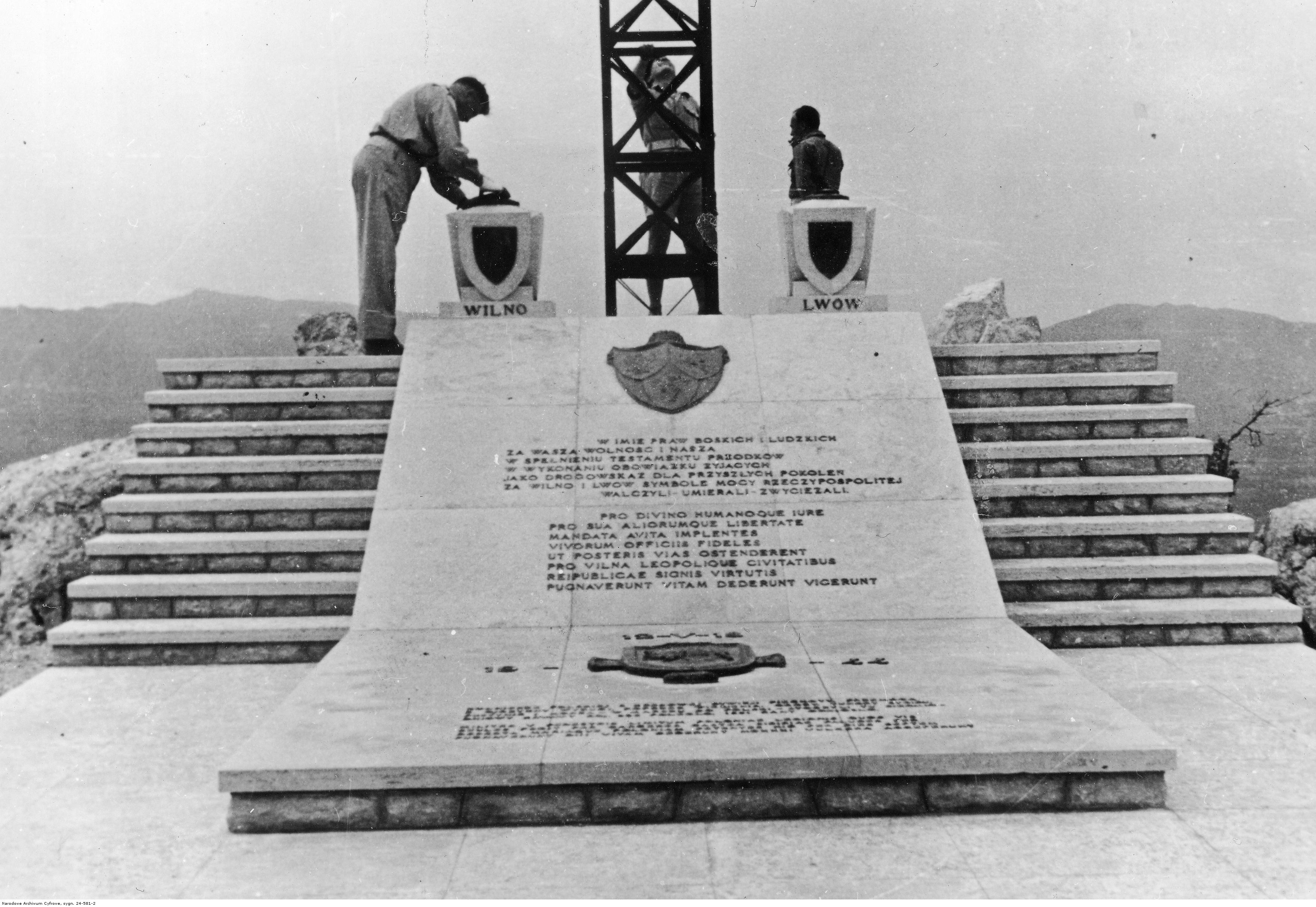
Monte Cassino – pomnik 5 Kresowej Dywizji Piechoty na wzgórzu 575.

Po zakończeniu działań wojennych żołnierze wypoczywali, prowadzono szkolenie wcielonych uzupełnień. Wysyłano na kursy saperów do centrum Wyszkolenia Saperów w Capui koło Neapolu. 10 maja delegacja saperów była na otwarciu Cmentarza na Monte Cassino i poświęcenia krzyża 5 KDP na wzg. 575. 12 czerwca 1945 r. zasilono kadrowo formowany pododdział saperski 3 /14 Wielkopolskiej Brygady Pancernej. Garnizonami saperów były miejscowości Ascoli Picena, Porto di Ascoli, Tortoreto. W rejonach stacjonowania prowadzono rozminowanie terenu. Kilkunastu saperów zawarło związki małżeńskie, niewielka część została zdemobilizowana. W okresie czerwca-lipca 1946 roku saperzy zostali przetransportowani do Wielkiej Brytanii, saperzy rozpoczęli remonty obozów wojskowych. Saperzy w większości posiadali umiejętności fachowe poszukiwane w gospodarce brytyjskiej i innych państw i bez większych problemów uzyskiwali pracę. Większość w ramach PKPiR uczyła się języka angielskiego. Nastąpiła demobilizacja. Część byłych żołnierzy – saperów kresowych należała do organizacji kombatanckich tzw. kół oddziałowych.

## Organizacja i obsada personalna batalionu
Dowództwo:
dowódca
- kpt. inż. Ignacy Gruca (od 13 IX – 1941[29])
- kpt. inż. Konstanty Modzelewski (do – 5 I 1942[29])
- kpt. A. Frydel (5 I – 28 X 1942[29])
- mjr Jan Szymański (29 X 1942[2]- XI 1943[5])
- mjr/ppłk Józef Hempel (XI 1943[5] – 28 IX 1944[19])
- mjr Stanisław Maculewicz (p.o. VI- VII 1944[16]) (p.o. 29 IX -23 X 1944[19])
- ppłk Włodzimierz Kupryk (23 X 1944[20] – do rozwiązania)

zastępca dowódcy
- kpt. M. Werner
- mjr Stanisław Maculewicz (1 VIII 1944[16]- do rozwiązania)

adiutant batalionu
- ppor. A. Chmieleński
- ppor. M. Kukielło
- por. Edward Mitko

Batalion w początkowym etapie składa się z trzech kompanii liniowych i kompanii parkowej oraz taboru i plutonu miotaczy ognia.
- 1 kompania – dowódca – kpt. S. Wiatrowski, por. Antoni Kleczyński, kpt. Feliks Grochowski,
  - zastępca i dowódca 1 plutonu – por. inż. Wacław Kulikowski, por. Kleczyński
  - 2 pluton – dowódca – ppor. inż. Witold Pikulski,
  - 3 pluton – dowódca – sierż. pchor. inż. Jerzy Less.
- 2 kompania – dowódca – por. Władysław Kryk, por. Aleksander Kajkowski
  - zastępca – por. Mieczysław Stafiej,
  - 1 pluton – ppor. Kazimierz Smalikowski,
  - 2 pluton – ppor. Kazimierz Fulmyk,
  - 3 pluton – plut. pchor. Roman Świątkowski,
- 3 kompania – dowódca – por. Stefan Sowiński, por. Władysław Kryk, por. Seweryn Gajewski
  - zastępca i dowódca 1 pluton – ppor. inż. Jerzy Jakubiak,
  - 2 pluton – dowódca – ppor. Jerzy Zapaśnik,
  - 3 pluton – dowódca – chor. Mikołaj Dwulit
- kompania parkowa – dowódca – por. Konstanty Podoliński, por. Placyd Chomiński, por. Jerzy Łozina-Łoziński
  - zastępca – ppor Karol Jakobielski, por. Placyd Chomicki
- dowódca taboru – ppor. W. Balicki, dr. wet. ppor. Rembiesa.
- pluton miotaczy ognia – dowódca – ppor. L. Wilmański.

Następnie po reorganizacji batalionu weszły w skład:
adiutant batalionu – por. Mieczysław Kukiełło
4 kompania saperów
dowódca
- kpt./mjr Feliks Grochowski
- kpt. Jerzy Łozina-Łoziński (p.o. 17-23 X 1944[19][20][30])
- kpt. Mieczysław Stafiej (23 X 1944[20]- do 1946)

zastępca
- por. Witold Pikulski

5 kompania saperów
dowódca
- kpt. Władysław Kryk

zastępca
- por./kpt. Mieczysław Stafiej
- por. Edward Mitko[20]

6 kompania saperów
dowódca
- mjr Stanisław Maculewicz
- kpt. Konstanty Pierewoz-Markiewicz (p.o. VI – VII 1944)(p.o.1 VIII – 23 X 1944[20]) (23 X 1944[30]- do rozwiązania)

zastępca,
- por./kpt. Konstanty Pierewoz-Markiewicz,
- por. Szymkiewicz Wiktor,

kompania parkowa saperów
dowódca
- kpt. Jerzy Łozina-Łoziński(do 17 X 1944)[30]
- kpt. Konstanty Podoliński[19]

zastępca
- por. Konstanty Podoliński

pluton mostowy
dowódca

## Odznaka batalionu
Zatwierdzona rozkazem dowództwa 2 Korpusu nr 88 z 24 lipca 1946 roku; poz. 490, L. dz. 942/AG/46.
Wykonana w kolorowym metalu, srebrzona i oksydowana o wymiarach 40 × 20 mm. Odznaka ma formę ażurowego rombu, w który wkomponowana jest nakładana tarcza z żubrem -znak rozpoznawczy 5 KDP. Krawędzie rombu pokryte są czerwono – czarną emalią, tarcza ciemnożółtą, jej obramowanie – czarną. Żubr wykonany w brązie polerowanym. Całość połączona jednym nitem. Noszona na górnej lewej kieszeni munduru, mocowana nakrętką firmową. Wykonawca: F.M. Lorioli, Fratelli – Milano – Roma.